# Attilloncourt

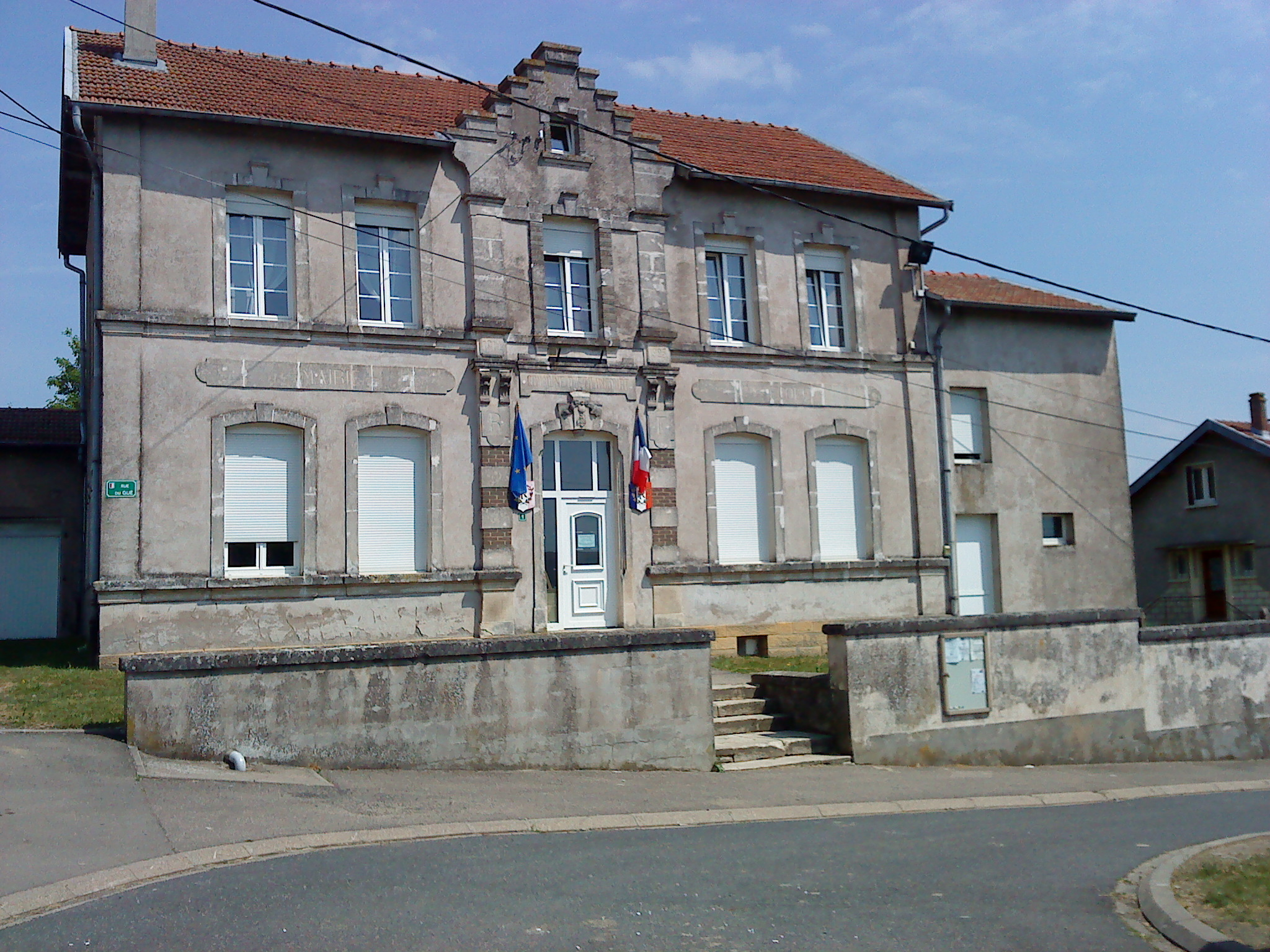
Rathaus (Mairie)

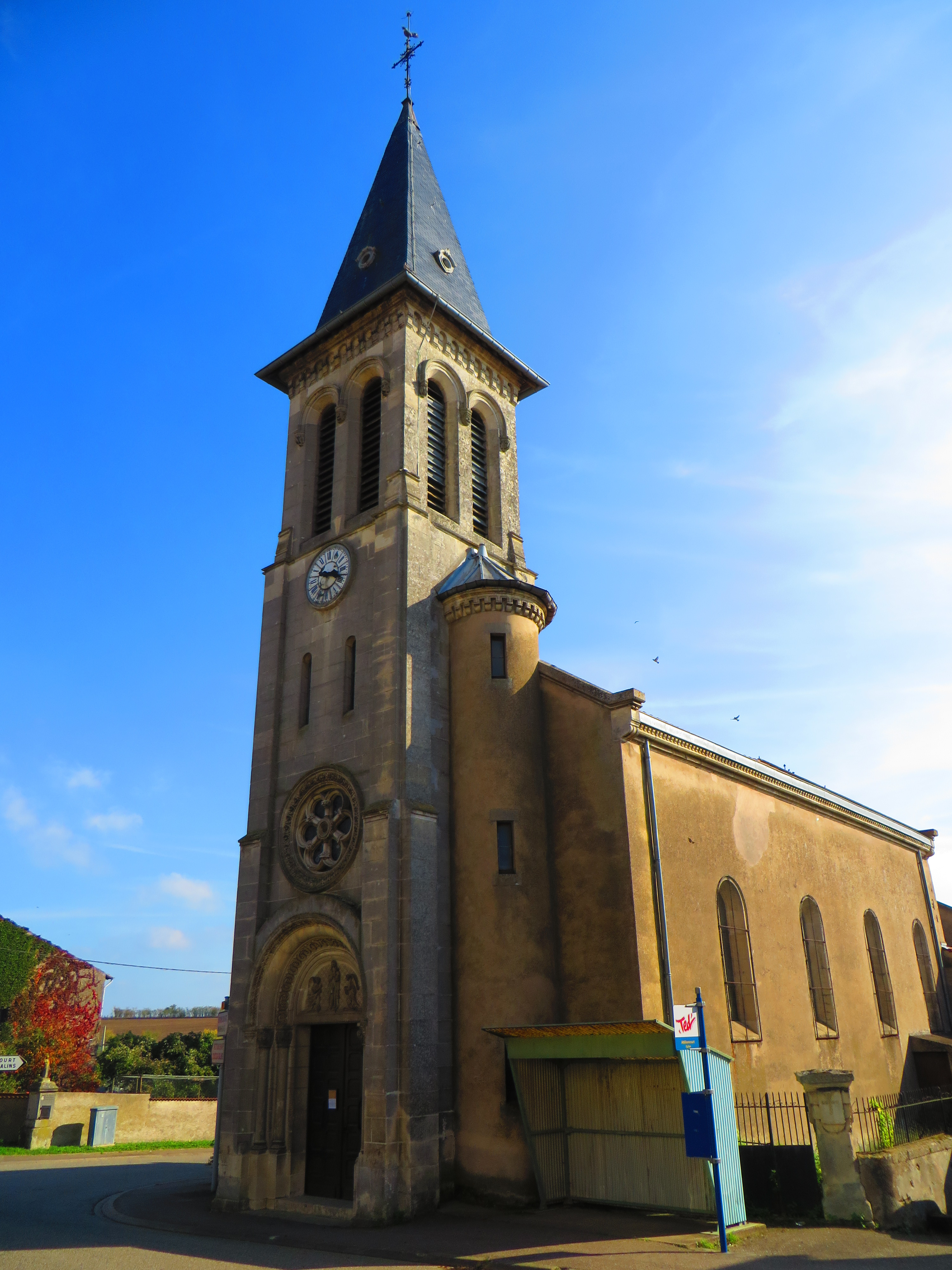
Kirche St. Laurent

Attilloncourt ist eine französische Gemeinde mit 99 Einwohnern (Stand 1. Januar 2022) im Département Moselle in der Region Grand Est (bis 2015 Lothringen). Sie gehört zum Arrondissement Sarrebourg-Château-Salins, zum Kanton Le Saulnois und zum Kommunalverband Saulnois.

## Geographie
Attilloncourt liegt in Lothringen im Saulnois (Salzgau), rechts von der Seille, etwa 45 Kilometer östlich von Metz, zehn Kilometer südwestlich von Château-Salins und ca. 20 Kilometer nordöstlich von Nancy, auf einer Höhe zwischen 195 und 293 Metern über dem Meeresspiegel, die mittlere Höhe beträgt 200 Meter. Das Gemeindegebiet umfasst 3,37 km² (337 Hektar).

## Geschichte
Attilloncourt ist nach dem fränkischen Namen Adalung benannt und bedeutet „Adalungs Hof“. 1477 wurde die Ortschaft als Acloncourt urkundlich erwähnt, 1600 als Atheloncourt und 1617 als Ateloncourt. Die Ortschaft gehörte zur 1234 eingerichteten Kastellanei von Vic-sur-Seille im Bistum Metz. Die Abtei Sainte-Glossinde in Metz verfügte über Landbesitz in Attilloncourt.
1793 erhielt der Ort im Zuge der Französischen Revolution (1789–1799) den Status einer Gemeinde und 1801 das Recht auf kommunale Selbstverwaltung. Es gehörte von 1801 bis 1871 zum früheren Département Meurthe, das 1871 in Département Meurthe-et-Moselle umbenannt wurde. 
Durch den Frankfurter Frieden vom 10. Mai 1871 kam die Region an das deutsche Reichsland Elsaß-Lothringen, und das Dorf wurde dem Kreis Château-Salins im Bezirk Lothringen zugeordnet. Die Dorfbewohner betrieben Getreide-, Wein-, Tabak- und Gemüsebau sowie Schaf- und Schweinezucht.
Nach dem Ersten Weltkrieg musste die Region aufgrund der Bestimmungen des Versailler Vertrags 1919 an Frankreich abgetreten werden und wurde Teil des Département Moselle. Im Ersten Weltkrieg war die Ortschaft schwer beschädigt worden. Die 1869 erbaute Kirche St. Laurent wurde 1920 wiederaufgebaut.
Im Zweiten Weltkrieg war die Region von der deutschen Wehrmacht besetzt.
Attilloncourt gehörte als französischsprachige Ortschaft zu den 247 letzten Gemeinden, deren Name am 2. September 1915 eingedeutscht wurde. Edelinghofen war bis 1919 der offizielle Ortsname.

### Bevölkerungsentwicklung
| Jahr      | 1962 | 1968 | 1975 | 1982 | 1990 | 1999 | 2007 | 2019 |
| Einwohner | 106  | 113  | 117  | 92   | 96   | 94   | 98   | 103  |

## Wappen
Das Wappen der Gemeinde zeigt das Wappen von Vic-sur-Seille, die heraldisch rechte Hälfte rot und die heraldisch linke Hälfte silbern, umgeben von einem blauen Bord, das den Schleier der Heiligen und Äbtissin Glossinde von Metz († um 610) darstellt.